# Rio Lourenço Velho (vattendrag i Brasilien, São Paulo)
Rio Lourenço Velho är ett vattendrag i Brasilien.   Det ligger i delstaten São Paulo, i den sydöstra delen av landet, 900 km söder om huvudstaden Brasília.
Omgivningen kring Rio Lourenço Velho består huvudsakligen av våtmarker. Området är glesbefolkat, med 16 invånare per kvadratkilometer.